# الجامعة القاسمية
الجامعة القاسمية هي جامعة وطنية الإمارات العربية المتحدة تقع في مدينة الشارقة. تأسست بموجب مرسوم أميري رقم (2) لسنة 2013 أصدره سلطان بن محمد القاسمي حاكم إمارة الشارقة. هدفها نشر العلم و الإسلام تضم الجامعة عدة كليات هي: كلية الشريعة والدراسات الإسلامية، وكلية القرآن الكريم، وكلية الآداب والعلوم الإنسانية، وكلية الإتصال وكلية الاقتصاد. تقع الجامعة ضمن المدينة الجامعية في الشارقة. في عام 2018 أصبحت الجامعة القاسمية عضوا في اتحاد الجامعات العربية.

## كليات الجامعة والبرامج المطروحة
| الكلية                                | الدرجة العلمية                             |
| ------------------------------------- | ------------------------------------------ |
| (135 س.م) القرآن الكريم               | بكالوريوس علوم القرآن الكريم               |
| الشريعة والدراسات الإسلامية (132 س.م) | البكالوريوس في الشريعة والدراسات الإسلامية |
| الآداب والعلوم الإنسانية (132 س.م)    | بكالوريوس الآداب في اللغة العربية وآدابها  |
| الاتصال (129 س.م)                     | بكالوريوس الآداب في الإعلام                |
| الاقتصاد والإدارة (129 س.م)           | بكالوريوس الآداب في الاقتصاد               |

## مجلس الأمناء
- سعادة جمال سالم الطريفي - رئيس الجامعة القاسمية
- أ.د. عواد الخلف - مدير الجامعة القاسمية
- د. إبراهيم علي المنصوري - مدير مركز الشارقة للاقتصاد الإسلامي
- د. سالم محمد الدروبي - عضو مجلس الإمارات للإفتاء الشرعي، رئيس قسم الوعظ بدائرة الشؤون الإسلامية
- د. عزيز فرحان العنزي - أستاذ الفقه وأصوله
- د. محمد صافي المستغانمي - أمين عام مجمع اللغة العربية بالشارقة
- د. منصور محمد بن نصار - رئيس الدائرة القانونية لحكومة الشارقة
- د.م. خليفة مصبح الطنيجي - رئيس مجمع القرآن الكريم بالشارقة ورئيس دائرة الإسكان
- د. خولة عبد الرحمن الملا - الأمين العام للمجلس الأعلى لشؤون الأسرة بالشارقة.
- سعادة شيرزاد عبد الرحمن طاهر - أمين عام مجمع القرآن الكريم بالشارقة
- سعادة محمد عبيد راشد الشامسي - مدير عام صندوق الشارقة للضمان الاجتماعي

## الاعتماد الأكاديمي
الاعتماد المؤسسي
حصلت الجامعة القاسمية على الاعتماد المؤسسي من وزارة التعليم العالي والبحث العلمي، في 20 يناير 2015. كما حصلت على تجديد الاعتماد المؤسسي في تاريخ 29 مارس 2021.
ويعد الاعتماد المؤسسي اعترافا برسالة الجامعة القاسمية، ويؤكد ممارسة العمل وفق سياسات وإجراءات، ووجود الموارد المادية والمالية، والبرامج الأكاديمية، وأعضاء الهيئة التدريسية والإدارية، واستيفاء جميع معايير التراخيص المطلوبة لإنجاز مهمتها.
الاعتماد الأكاديمي
حصلت الجامعة القاسمية على الاعتماد الأكاديمي المبدئي من قبل مفوضية الاعتماد الأكاديمي بدولة الإمارات العربية المتحدة، وذلك للبرامج الأكاديمية الآتية
- بكالوريوس الشريعة والدراسات الإسلامية.
- بكالوريوس الآداب في اللغة العربية وآدابها.
- بكالوريوس الآداب في الاتصال.
- بكالوريوس الآداب في الاقتصاد.
- بكالوريوس علوم القرآن الكريم.
- الماجستير في الفقه وأصوله[4]
- الماجستير في اللغة العربية وآدابها[4]

## المراكز والمعاهد[5]
مركز التعليم المستمر والتطوير
أنشئ مركز التعليم المستمر والتطوير في العام الأكاديمي 2021/2020، برئاسة صاحب السمو الشيخ الدكتور / سلطان بن محمد القاسمي عضو المجلس الأعلى للاتحاد – حاكم الشارقة - رئيس الجامعة القاسمية.
يُترجم المركز دور الجامعة في خدمة المجتمع ويؤكد أهمية وقيمة الفرد في تحقيق مفهوم التنمية المستدامة، ويقدم المركز مجموعة من البرامج وورش العمل والدورات التدريبية والدبلومات المهنية لتلبية احتياجات الأفراد والمؤسسات وقطاعات المجتمع المختلفة
مركز اللغات
أُنْشئ مركز اللغات في الجامعة القاسمية عام 1434هـ هجرياً، الموافق: 2014 ميلادياً. وتتمثل مهمته الرئيسة في تأهيل الطلبة الأجانب (الناطقين بغير اللغة العربية) وتحضيرهم للالتحاق بالمساقات الجامعية بكليات الجامعة المتنوعة في مختلف التخصصات الإنسانية.

## مرافق الجامعة[6][7]
- مبنى الإدارة الرئيسي
- مسجد الجامعة
- المكتبة
- دار المخطوطات الإسلامية
- المسرح
- الكليات
- السكن الداخلي

## سلسلة الجامعة القاسمية في تعليم اللغة العربية
في 2024أطلقت الجامعة القاسمية  سلسلة تعليم اللغة العربية  لغير الناطقين بها في سبعة كتب وتهدف السلسلة التي ألفها  أساتذة مركز اللغات بالجامعة لتلبية احتياجات الطلبة الدارسين الذين يمثلون أكثر 127 جنسية لفهم قواعد اللغة العربية بشكل مكثف، وتدعيم خبراتهم.

## روابط خارجية
الموقع الرسمي للجامعة القاسمية

## وصلات خارجية
- الموقع الرسمي